# Panampangan
Panampangan is een bestuurslaag in het regentschap Samosir van de provincie Noord-Sumatra, Indonesië. Panampangan telt 589 inwoners (volkstelling 2010).